# Glycinde sibogana
Glycinde sibogana är en ringmaskart som beskrevs av Augener och Pettibone in Pettibone 1970. Glycinde sibogana ingår i släktet Glycinde och familjen Goniadidae. Inga underarter finns listade i Catalogue of Life.